# Ross Bagley
Pour les articles homonymes, voir Bagley.
Ross Bagley est un acteur américain né le 5 décembre 1988 à Los Angeles, Californie (États-Unis).

## Filmographie
- 1994 : Les Chenapans (The Little Rascals) de Penelope Spheeris : William « Buckwheat » Thomas
- 1995 : Babe, le cochon devenu berger (Babe) de Chris Noonan : Puppy (voix)
- 1996 : Au-delà des lois (Eye for an Eye) de John Schlesinger : Sean Kosinsky
- 1996 : Independence Day de Roland Emmerich : Dylan Dubrow
- 1996 : Le Prince de Bel-Air